# Matematicko-fyzikální fakulta Univerzity Karlovy
Matematicko-fyzikální fakulta Univerzity Karlovy (zkratka MFF UK) je jednou z fakult Univerzity Karlovy v Praze. Její budovy se nachází na pěti místech v Praze – v profesním domě na Malé Straně, na Karlově, v Karlíně, Troji a Hostivaři.
Fakulta vznikla 1. září 1952 vyčleněním z Přírodovědecké fakulty. Prvním děkanem fakulty byl Miroslav Katětov. Současným děkanem je doc. RNDr. Mirko Rokyta, CSc. Roční rozpočet fakulty je přibližně 1,2 mld. Kč.
Kromě fyzikálních a matematických oborů se na MFF UK vyučuje i informatika, kterou studuje přibližně polovina všech studentů fakulty.[zdroj?]
Fakulta se pravidelně umisťuje na vysokých pozicích v nejrůznějších českých i zahraničních žebříčcích hodnocení vysokých škol.

## Historie
Matematika spolu s fyzikou a astronomií ale byly na pražské univerzitě vyučovány již mnohem dříve. Bylo je možno studovat na filozofické fakultě, v roce 1920 potom přešly pod Přírodovědeckou fakultu.
MFF UK byla vyčleněna vládním nařízením z 19. srpna 1952 (č. 40 Sb., č. 9) z Přírodovědecké fakulty UK a byla dnem 1. září 1952 zřízena jako samostatná fakulta. V letech 1952 až 1959 bylo součástí MFF UK rovněž studium chemie (vyčleněné z Přírodovědecké fakulty), které bylo na MFF UK zastoupeno Katedrou chemie anorganické, Katedrou chemie analytické, Katedrou fyzikální chemie, Katedrou chemie organické a Katedrou biochemie. Zpočátku sídlila ve třech budovách na Karlově a Albertově. Od roku 1960 díky rozšiřování výukového a výzkumného programu získávala další budovy na Malé Straně a v Karlíně. O pár let později začala také výstavba nového areálu v Praze 8 – Troji. Aktivity Matfyzu se neustále rozrůstají a v červnu 2020 byl otevřen nový pavilon v trojském areálu.

## Studium

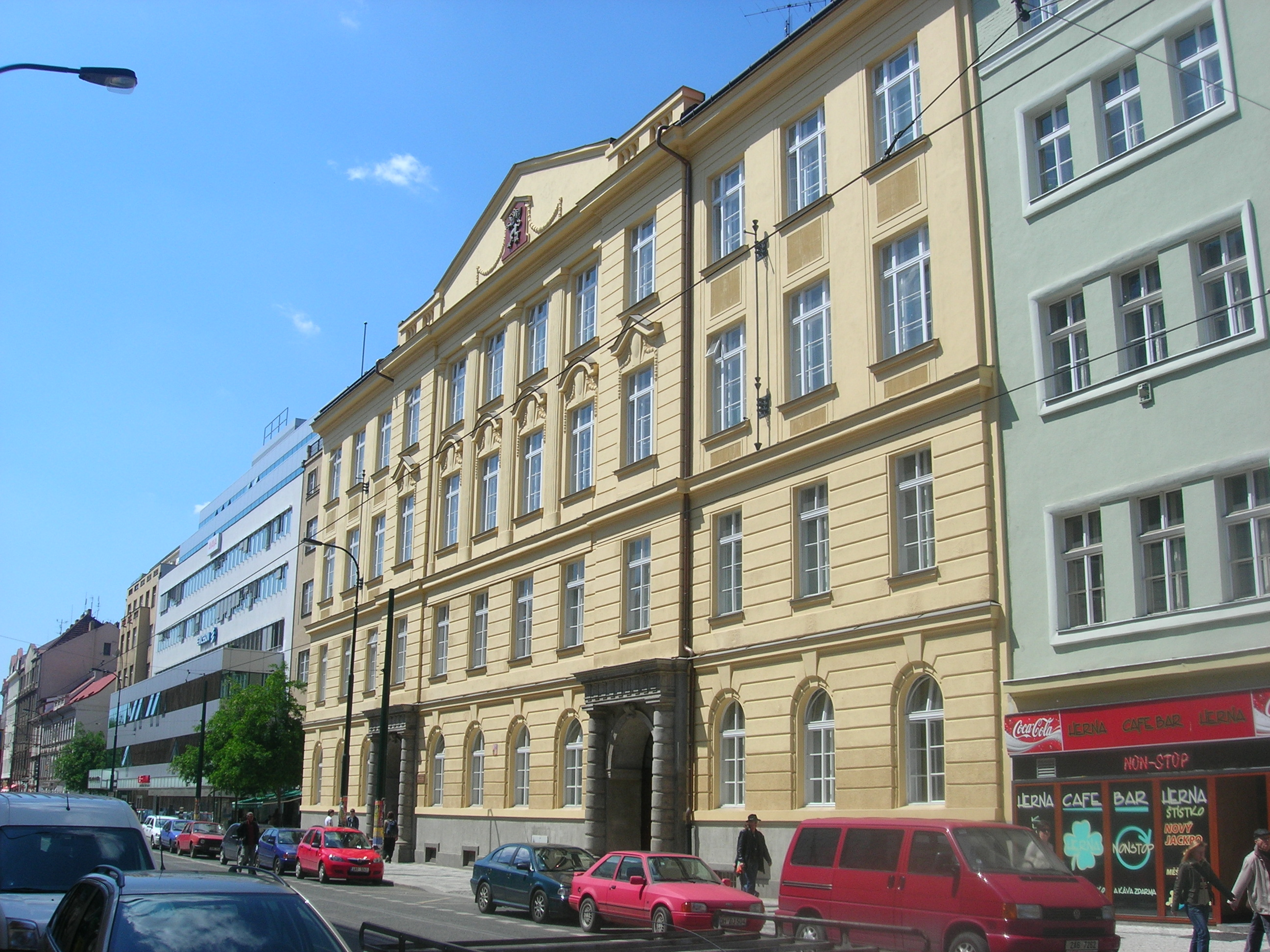
Sídlo matematické sekce v Karlíně

Na MFF je možno studovat bakalářský nebo navazující magisterský studijní program. Tyto programy se dále dělí na obory, v rámci oboru může být několik studijních programů. Přihlášku mohou zájemci podávat elektronicky.
Bakalářský studijní program má standardní dobu studia 3 roky, maximální je 6 let. Studium je ukončeno státní závěrečnou zkouškou. Studium probíhá ve dvou stupních, první tvoří první ročník, druhý tvoří druhý a třetí ročník. Obsah studia v prvním stupni je pevně určen studijními plány a je pro všechny uchazeče povinný. Ve druhém stupni si posluchači volí předměty tak, aby vyhověli požadavkům studijního plánu a splnili podmínky pro připuštění k státní závěrečné zkoušce. Absolvent získá titul bakalář.
Navazující magisterský program má standardní dobu studia 2 roky, maximální je 5 let. Během studia si uchazeč volí předměty tak, aby vyhověl požadavkům studijního plánu, získal dostatečný počet bodů a splnil podmínky pro přihlášení ke státní závěrečné zkoušce. Absolvent získá titul magistr.
Výuka cizích jazyků probíhá v bakalářském studiu. Povinné je složení zkoušky z angličtiny. Povinný je (na rozdíl od většiny ostatních fakult UK) rovněž předmět tělesná výchova, v jehož rámci jsou neplavci povinni naučit se plavat.

### Studijní programy bakalářského studia
| Studijní program | Studijní obory |

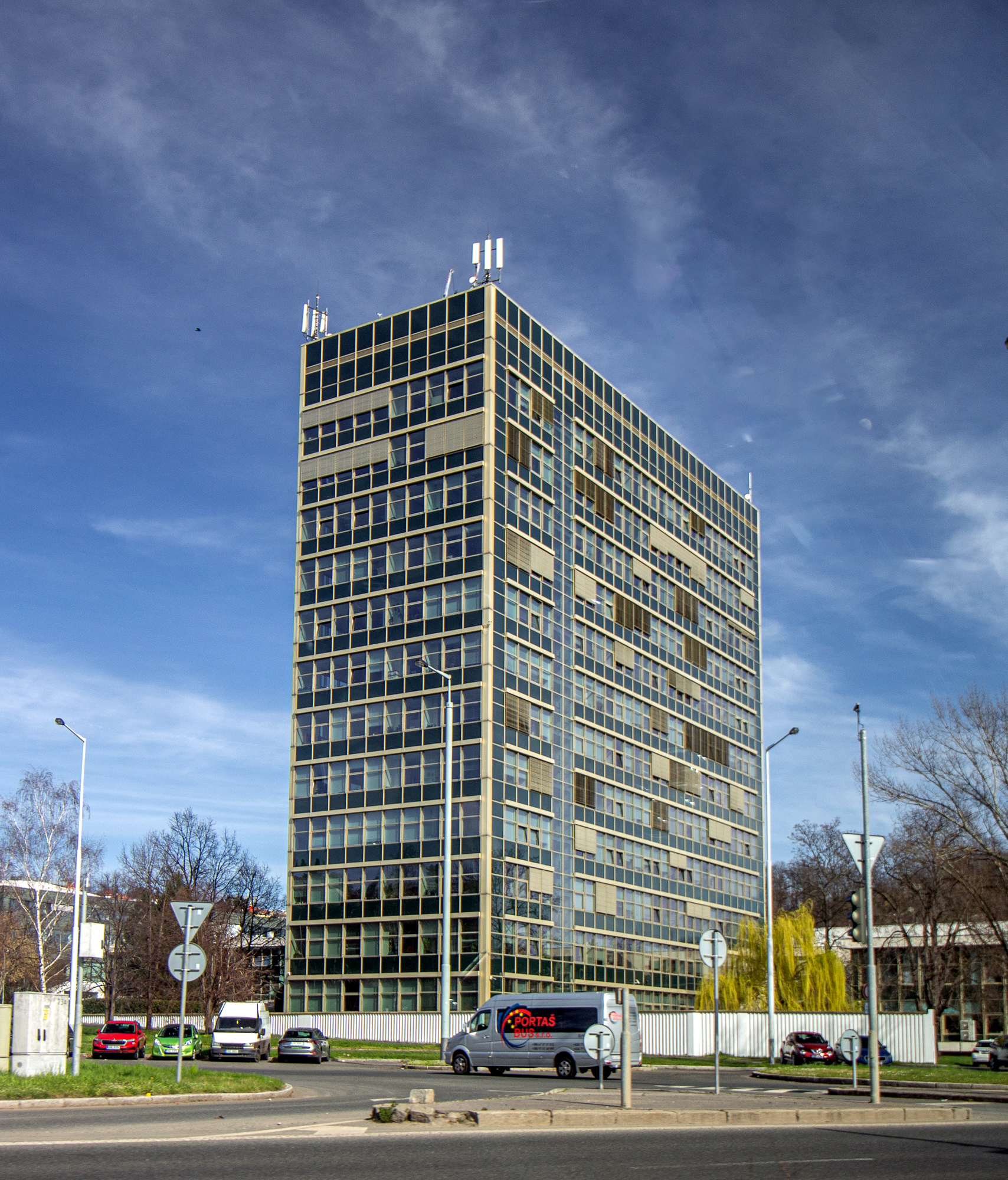
Areál Troja

| Matematika       | Obecná matematika; Finanční matematika; Matematické metody informační bezpečnosti; Matematika pro informační technologie; Matematika se zaměřeném na vzdělávání; Deskriptivní geometrie zaměřená na vzdělávání; Matematické modelování |
| Fyzika           | Obecná fyzika; Aplikovaná fyzika; Fyzika zaměřená na vzdělávání |
| Informatika      | Obecná informatika; Programování; Správa počítačových systémů; Programování a softwarové systémy; Softwarové a datové inženýrství; Bioinformatika; Informatika se zaměřením na vzdělávání                                              |

### Studijní programy magisterského studia
| Studijní program | Studijní obory |

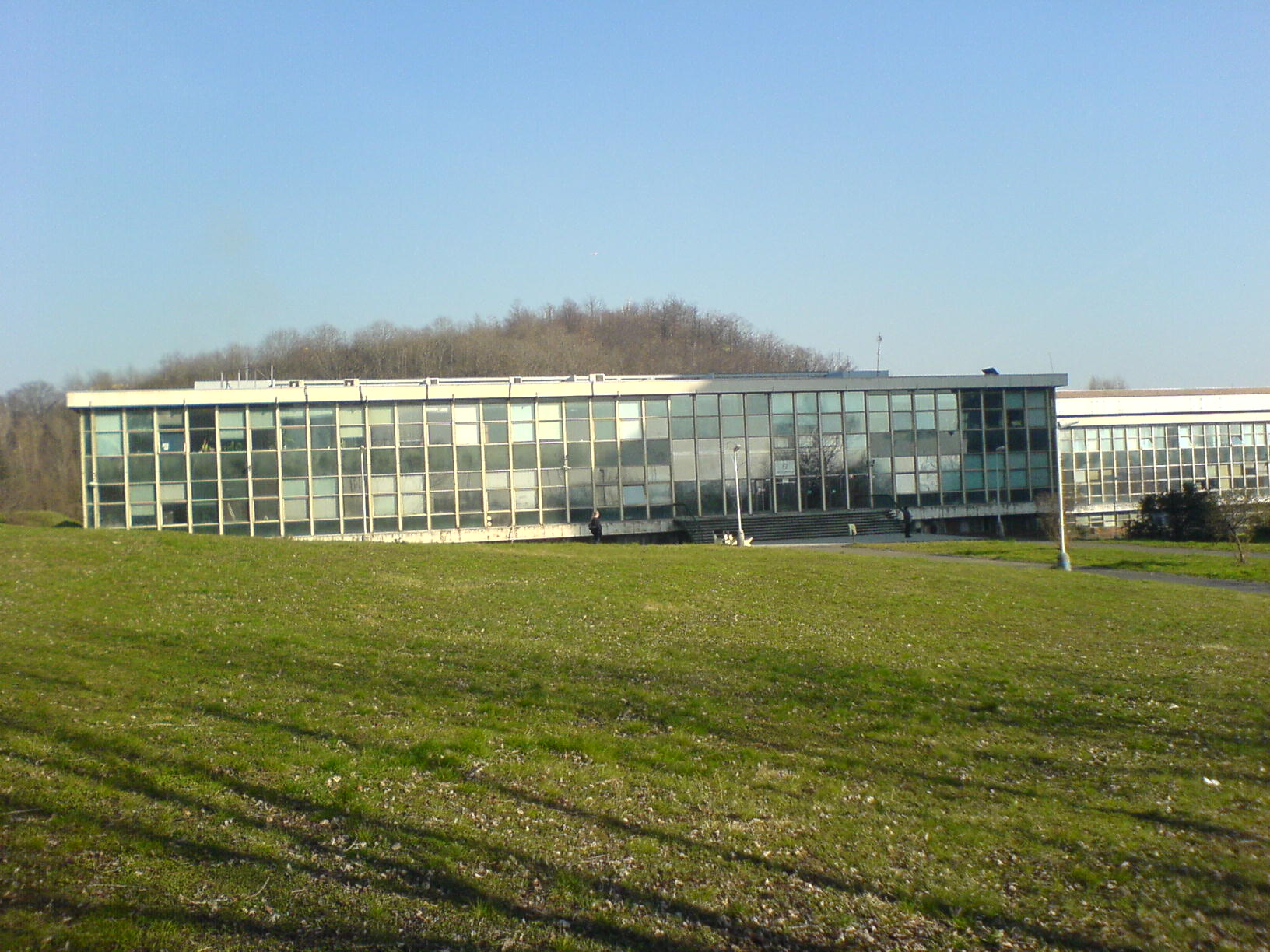
Areál Troja

| Matematika       | Finanční a pojistná matematika; Matematická analýza; Matematické metody informační bezpečnosti; Matematika pro informační technologie; Matematické modelování ve fyzice a technice; Matematické struktury; Numerická a výpočtová matematika; Pravděpodobnost, matematická statistika a ekonometrie; Učitelství deskriptivní geometrie; Učitelství matematiky                                                                              |
| Fyzika           | Astronomie a astrofyzika; Biofyzika a chemická fyzika; Fyzika kondenzovaných soustav a materiálů; Fyzika povrchů a ionizovaných prostředí; Geofyzika; Jaderná a subjaderná fyzika; Matematické a počítačové modelování ve fyzice; Meteorologie a klimatologie; Optika a optoelektronika; Teoretická fyzika; Učitelství fyziky; Učitelství fyziky-matematiky pro střední školy; Učitelství fyziky-matematiky pro 2. stupeň základních škol |
| Informatika      | Teoretická informatika; Softwarové systémy; Matematická lingvistika; Diskrétní modely a algoritmy; Počítačová grafika a vývoj počítačových her; Softwarové a datové inženýrství; Bioinformatika; Učitelství informatiky |

### Studijní programy doktorského studia
| Studijní program | Studijní obory |
| Matematika       | Algebra, teorie čísel a matematická logika; Geometrie a topologie, globální analýza a obecné struktury; Matematická analýza; Pravděpodobnost a matematická statistika; Vědecko-technické výpočty; Obecné otázky matematiky a informatiky; Pravděpodobnost a statistika, ekonometrie a finanční matematika |
| Fyzika           | Teoretická fyzika, astronomie a astrofyzika; Fyzika plazmatu a ionizovaných prostředí; Fyzika kondenzovaných látek a materiálový výzkum; Biofyzika, chemická a makromolekulární fyzika; Fyzika povrchů a rozhraní; Kvantová optika a optoelektronika; Geofyzika; Meteorologie a klimatologie; Subjaderná fyzika; Jaderná fyzika; Matematické a počítačové modelování; Didaktika fyziky a obecné otázky fyziky; Fyzika nanostruktur |
| Informatika      | Teoretická informatika; Softwarové systémy; Matematická lingvistika; Diskrétní modely a algoritmy; Počítačová grafika a analýza obrazu |

#### Zahraniční studium
V rámci studia na MFF UK studenti jezdí na studijní pobyty do zahraničí. Mohou tak učinit prostřednictvím programu Erasmus+, díky meziuniverzitním a mezivládním dohodám a Fondu mobility. Různé formy spolupráce nabízí také zahraniční vědecké instituce, vzdělávací nadace, instituce navázané na velvyslanectví zemí, neziskové vládní organizace a další.

#### Celoživotní vzdělávání
Fakulta poskytuje též programy celoživotního vzdělávání. Tyto programy jsou uskutečňovány buď jako zájmové, a to jako:
- mimořádné studium,
- univerzita třetího věku,

nebo jako orientované na výkon povolání, a to jako
- rozšiřující studium,
- doplňující studium.

## Vedení fakulty
Kolegium děkana od roku 2024:
- doc. RNDr. Mirko Rokyta, CSc. – děkan, docent Katedry matematické analýzy MFF UK
  - prof. RNDr. Zdeněk Doležal, Dr. – proděkan pro vědeckou činnost a zahraniční styky, profesor Ústavu částicové a jaderné fyziky MFF UK
  - doc. Mgr. Michal Kulich, Ph.D. – proděkan pro studijní záležitosti, docent Katedry pravděpodobnosti a matematické statistiky MFF UK
  - doc. RNDr. Vladislav Kuboň, Ph.D. – proděkan pro koncepci studia, docent Ústavu formální a aplikované lingvistiky MFF UK
  - prof. Ing. Jan Franc, DrSc. – proděkan pro rozvoj, profesor Oddělení optoelektroniky a magnetooptiky Fyzikálního ústavu UK
  - doc. RNDr. Jiří Pavlů, Ph.D. – proděkan pro fyzikální sekci, docent Katedry fyziky povrchů a plazmatu MFF UK
  - prof. RNDr. Jiří Sgall, DrSc. – proděkan pro informatickou sekci, profesor Informatického ústavu UK
  - prof. RNDr. Vít Dolejší, Ph.D., DSc. – proděkan pro matematickou sekci, profesor Katedry numerické matematiky MFF UK
  - doc. Mgr. Michal Žák, Ph.D. – proděkan pro PRopagaci, docent Katedry fyziky atmosféry MFF UK
  - Ing. Blanka Svobodová – tajemnice

## Struktura fakulty

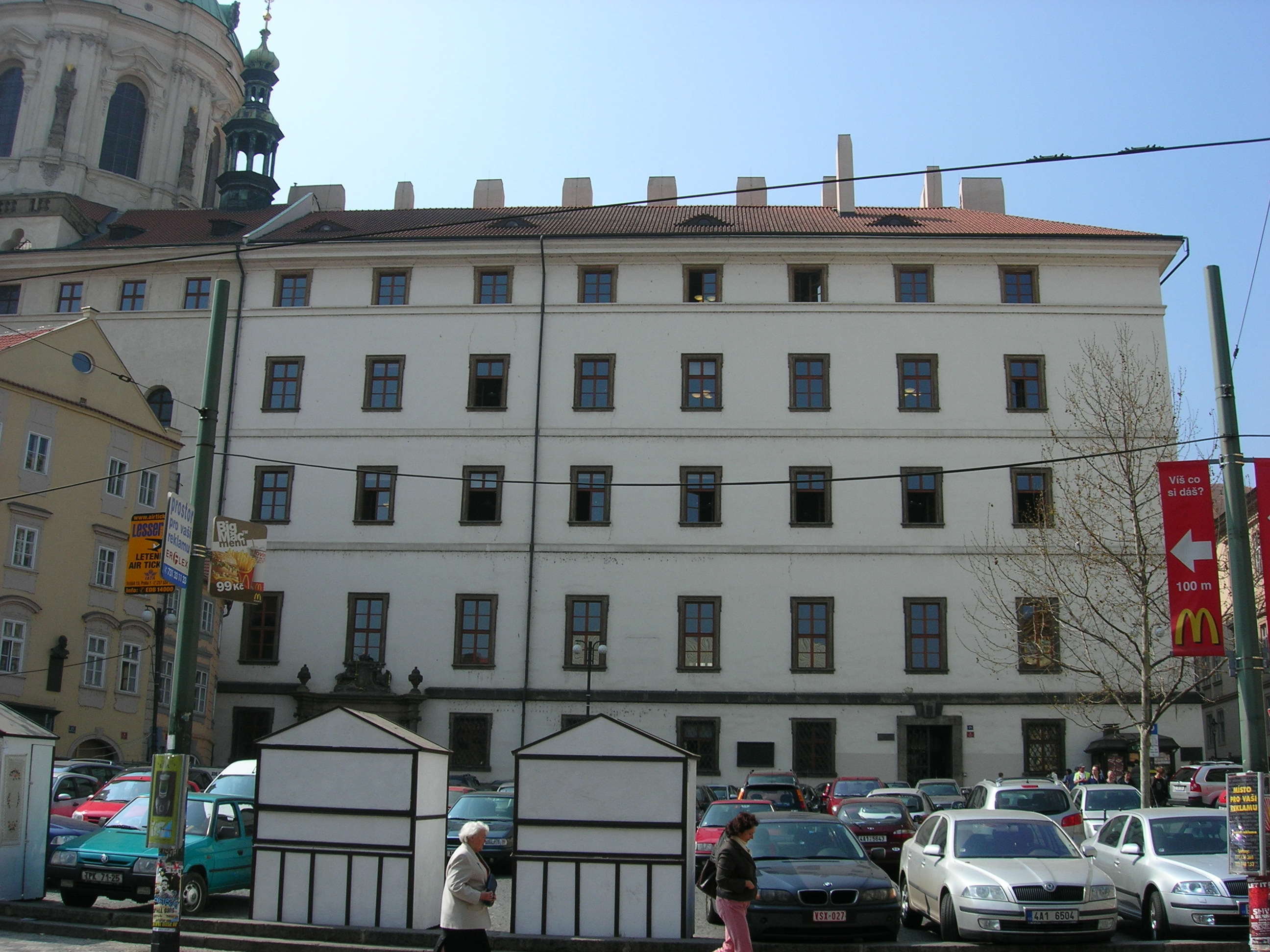
Sídlo informatické sekce na Malostranském náměstí

Fakulta se dělí na sekci Fyzikální, Informatickou a Matematickou. Sekce se dále dělí na katedry.

### Fyzikální sekce
- Astronomický ústav UK (AUUK)
- Fyzikální ústav UK (FUUK)
- Kabinet výuky obecné fyziky (KVOF)
- Katedra didaktiky fyziky (KDF)
- Katedra fyziky povrchů a plazmatu (KFPP) [dříve Katedra elektroniky a vakuové fyziky – KEVF]
- Katedra fyziky materiálů (KFM)
- Katedra fyziky nízkých teplot (KFNT)
- Katedra fyziky kondenzovaných látek (KFKL)
- Katedra makromolekulární fyziky (KMF) [dříve Katedra fyziky polymerů - KFP]
- Katedra geofyziky (KG)
- Katedra chemické fyziky a optiky (KCHFO)
- Ústav částicové a jaderné fyziky (UCJF)
- Katedra fyziky atmosféry (KFA) [dříve Katedra meteorologie a ochrany prostředí - KMOP]
- Ústav teoretické fyziky (UTF) [dříve Katedra teoretické fyziky – KTF]

Fyzikální sekce má kromě kateder ještě sdružení pracovišť (centra):
- Centrum teoretické fyziky, astronomie a astrofyziky
- Centrum biofyziky, chemické fyziky, optiky a optoelektroniky
- Centrum fyziky materiálového výzkumu
- Centrum pro rozvoj výuky fyziky

### Informatická sekce
- Katedra softwaru a výuky informatiky (KSVI)
- Katedra aplikované matematiky (KAM)
- Katedra distribuovaných a spolehlivých systémů (KDSS)
- Katedra softwarového inženýrství (KSI)
- Katedra teoretické informatiky a matematické logiky (KTIML)
- Středisko informatické sítě a laboratoří (SISAL)
- Ústav formální a aplikované lingvistiky (ÚFAL)
- Informatický ústav Univerzity Karlovy (IÚ UK)

### Matematická sekce
- Katedra algebry (KA)

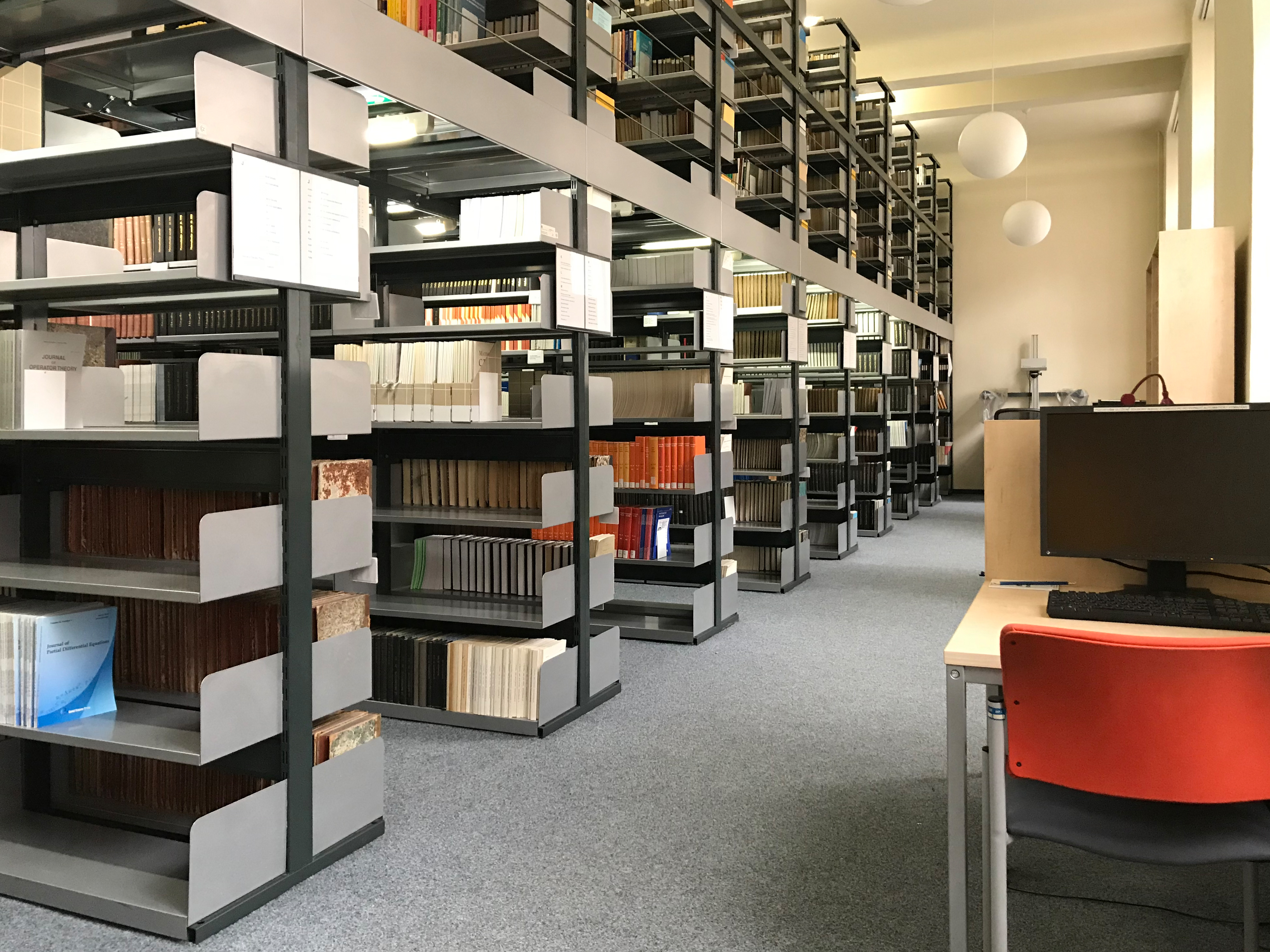
Matematické oddělení knihovny MFF

- Katedra didaktiky matematiky (KDM)
- Katedra matematické analýzy (KMA)
- Katedra numerické matematiky (KNM)
- Katedra pravděpodobnosti a matematické statistiky (KPMS)
- Matematický ústav UK (MUUK)

## Nadační fond Bernarda Bolzana
Odborníky univerzity a nadané studenty podporuje ve vědecké a pedagogické práci od roku 1999, původně jako Bolzanova nadace.
Cíle fondu jsou:
- podpora vědecké a pedagogické činnosti na Univerzitě Karlově v oborech fyziky, informatiky a matematiky,
- zvýšení úrovně experimentálních a teoretických postupů,
- a umožnění širšího mezinárodního uplatnění výsledků dosažených v těchto oborech na UK.

## Domácí a zahraniční spolupráce
V České republice jsou hlavními partnery fakulty jak některé české technické vysoké školy (ČVUT v Praze), tak ústavy Akademie věd ČR vhodného zaměření.
V rámci Univerzity Karlovy Matfyz spolupracuje s PřF, FF, FSV a CERGE. V oblasti aplikovaného výzkumu se fakulta angažuje jednak v rámci velkých infrastruktur, jednak v řadě projektů financovaných MPO či grantovou agenturou TAČR.
Pracovníci MFF UK jsou zváni do zahraničí a současně na fakultu přijíždějí zahraniční odborníci. Fakulta se účastní rámcových programů EU a její pracovníci získali několik grantů ERC. Probíhá společné vedení doktorských prací se zahraničními univerzitami na základě smluv cotutelle. Důležitou formu mezinárodní spolupráce je smlouva s Fulbrightovou komisí na podporu a spolufinancování Fulbright – Charles University Distinguished Chair at Faculty of Mathematics and Physics, která umožňuje financovat působení významných zahraničních odborníků.

## Popularizace vědy

### Webové portály
V rámci snah o popularizaci vědy a její zpřístupnění nejen studentům Matfyzu, ale také široké veřejnosti byl v roce 2014 spuštěn portál Matfyz.cz. Na rozdíl od fakultního webu nabízí Matfyz.cz nový, alternativní obsah ve formě popularizačních článků, reportáží, zajímavostí z fyziky, matematiky a informatiky a novinek nejen ze života na Matfyzu. Rozmanitost příspěvků odráží různorodost aktivit studentů (studentské projekty a další iniciativy) i fakulty, která kromě výuky a vědecké činnosti organizuje soutěže, konference a společenské akce. Toto dění spolu s populárně-naučnými texty web prezentuje.

### Informační dny
V průběhu roku pořádá MFF UK několik akcí, v jejichž průběhu jsou prostory MFF UK – laboratoře a posluchárny, zpřístupněny zájemcům z řad široké veřejnosti. Na podzim je to Den otevřených dveří, který nabízí potenciálním uchazečům o studium možnost seznámit se s Matfyzem. V zimě je to Jeden den s informatikou a matematikou a Jeden den s fyzikou, které se zaměřují na příslušné vědecké obory pěstované na MFF UK. V létě pak MFF UK pořádá pro zájemce o informatiku a robotiku Robotický den.

### Přednášky, semináře a kurzy
Dlouholetou tradici mají Přednášky z moderní fyziky, které jsou v Troji pořádány od roku 1996 a seznamují středoškolské studenty a další zájemce o fyziku s klasickými i aktuálními fyzikálními tématy. Rovněžtak jsou velmi populární Fyzikální pokusy pro střední školy. Středoškolákům je také určen Kroužek fyziky, zatímco učitelům se věnuje Škola učitelů informatiky.

### Korespondenční semináře
Studenti a pracovníci MFF UK organizují (či se podílejí na organizování) korespondenčních seminářů pro žáky středních (matematické PraSe a iKS, Fyzikální korespondenční seminář, Korespondenční seminář z programování, multioborový M&M) a základních škol (matematický Pikomat, fyzikální Výfuk).

### Odborná soustředění
Studenti a pracovníci MFF UK organizují (či se podílejí na organizování) soustředění a táborů pro studenty základních i středních škol – jde o Soustředění mladých matematiků a fyziků, Letní matematicko-fyzikální soustředění, letní a zimní Školu matematiky a fyziky a Letní tábor Pikomatu.

## Nakladatelská činnost

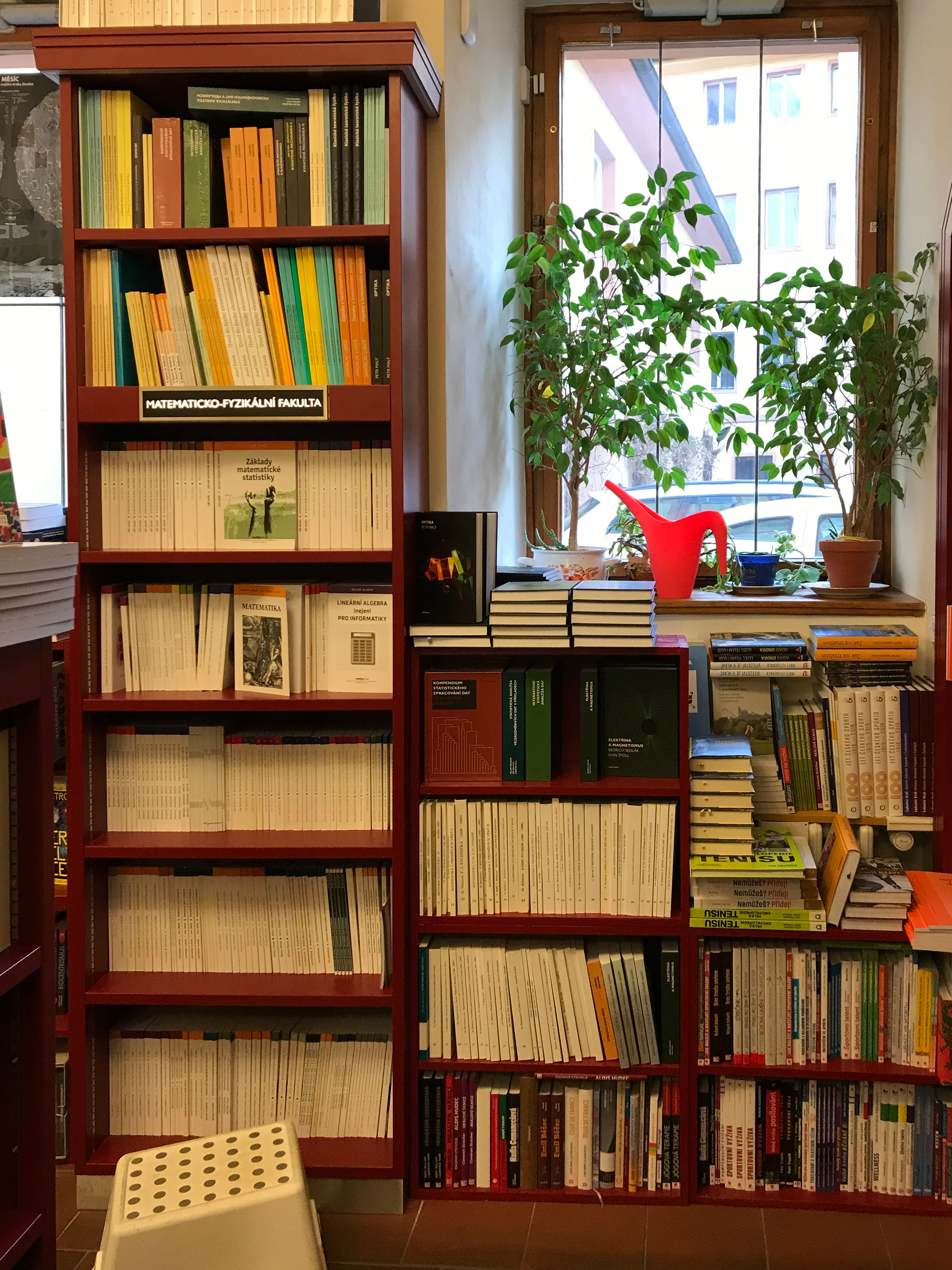
Sekce MFF v Knihkupectví Karolinum

Nakladatelství MatfyzPress je od roku 2002 oficiálním vydavatelstvím MFF UK. Vydává především publikace související s činností fakulty – sborníky, skripta a vysokoškolské učebnice z oborů matematiky, fyziky, informatiky či pojišťovnictví. Nebrání se ale ani populárně naučným titulům souvisejícím s matematikou, fyzikou či historií vědy (a překvapivě nechybí ani beletrie s matfyzáckou tematikou). Tituly vychází v českém a anglickém jazyce. Vydavatelství rovněž nabízí e-knihy, časopisy z oborů matematiky a fyziky, propagační a dárkové předměty z MFF UK.

## Významní absolventi
Mezi významné absolventy této fakulty patří například:
- Jiří Anděl – statistik
- Jiří Bičák – teoretický fyzik
- Pavel Brunclík – fotograf
- Kryštof Eben – matematik, spoluautor modelu Medard pro předpověď počasí, muzikant – součást tria Bratří Ebenové
- Petr Gandalovič – politik, 2006–2009 ministr vlády ČR
- Jiří Grygar – astronom
- Antonín Holý – chemik, objevitel řady antivirotik
- Karel Janeček – matematik, ředitel firmy RSJ a zakladatel Nadačního fondu proti korupci
- Marian Kechlibar – spisovatel, publicista, programátor
- Luboš Kohoutek – astronom a objevitel mnoha komet a planetek
- Jan Koukal – politik, bývalý primátor Prahy, senátor a velvyslanec v Rakousku
- Miroslav Maňas – statistik a prorektor pro vědu a výzkum na VŠE
- Jiří Matoušek – matematik, laureát EMS prize
- Jakub Michálek – právník a politik České pirátské strany
- Taťána Míková – meteoroložka a moderátorka pořadu Předpověď počasí na ČT
- Bedřich Moldan – geochemik, ekolog, publicista a politik
- Luboš Motl – teoretický fyzik zabývající se teorií superstrun a problémy kvantové gravitace
- Martin Myšička – český divadelní a filmový herec, držitel ceny Alfréda Radoka
- Jaroslav Nešetřil – matematik a výtvarník
- Karel Oliva – jazykovědec a pedagog, zabývá se matematickou lingvistikou
- David Preiss – matematik a pedagog působící ve Velké Británii
- František Radkovský – katolický duchovní, plzeňský biskup
- Zbyněk Šidák – statistik
- Martin Urza – programátor, spisovatel a propagátor anarchokapitalismu
- Oldřich Vašíček – matematik, autor Vašíčkova modelu úrokových sazeb, spoluzakladatel společnosti KMV (dnes KMV Moody's)
- Bedřich Velický – teoretický fyzik v oboru fyziky pevných látek
- Petr Vopěnka – matematik a filozof, v letech 1990–1992 ministr školství ČSFR
- Jakub Vrána – programátor
- Jan Zahradník – pedagog a politik, v letech 2000–2008 hejtman Jihočeského kraje
- Ján Zákopčaník – meteorolog
- Alena Zárybnická – meteoroložka, moderátorka pořadu Předpověď počasí na ČT a dramaturgyně
- Lenka Zdeborová – teoretická fyzička zabývající se statistickou fyzikou a strojovým učením
- Michal Žák – meteorolog a moderátor pořadu Předpověď počasí na ČT

## Související stránky
- Seznam děkanů Matematicko-fyzikální fakulty Univerzity Karlovy